# Alampla palaeodes
Alampla palaeodes är en fjärilsart som beskrevs av Edward Meyrick 1914. Alampla palaeodes ingår i släktet Alampla och familjen Immidae. Inga underarter finns listade i Catalogue of Life.